# Вячеслав Чорновил
Вя̀чеслав Максѝмович Чорновѝл (на украински: В'ячесла́в Макси́мович Чорнові́л) е украински политик от партията Рух.

## Биография
Той е роден на 24 декември 1937 година в Ерки, Черкаска област, в семейството на учители. През 1960 година завършва журналистика в Киевския университет. Заради опозиционните си възгледи между 1967 и 1985 година с кратки прекъсвания пребивава в затвори, лагери или на заточение в Якутия. През 1989 година участва в основаването на партията Рух, обявяваща се за независимост на Украйна, и през следващите години е сред нейните водачи – през 1991 година е кандидат за президент.
Вячеслав Чорновил загива на 25 март 1999 година в автомобилна катастрофа в Иванкив при Бориспол. Това става в началото на кандидатпрезидентската му кампания, като обстоятелствата около инцидента са спорни и има твърдения, че става дума за предумишлено убийство.